# Цилихэ
Цилихэ́ (кит. упр. 七里河, пиньинь Qīlǐhé) — район городского подчинения городского округа Ланьчжоу провинции Ганьсу (КНР). Район назван в честь протекающей по его территории реки Цилихэ.

## История
При империи Сун в 1083 году в 40 ли к югу от административного центра области Ланьчжоу было выстроено укрепление Агань (阿干堡). В 1161 году эти места вошли в состав чжурчжэньской империи Цзинь, и 1182 году в этих местах был образован уезд Агань (阿干县). В 1234 году эта территория была захвачена монголами, и в 1270 году уезд Агань был расформирован.
В 1941 году из уезда Гаолань был выделен город Ланьчжоу. В 1942 году он был разделён на восемь районов. В 1947 году из районов № 7 и № 8 был выделен район № 9. В 1953 году район № 8 был переименован в район № 4, а район № 9 — в район № 8. В 1955 году район № 4 был переименован в район Цилихэ, а район № 8 — в район Агань (阿干区). В 1960 году район Агань был присоединён к району Цилихэ.

## Административное деление
Район делится на 9 уличных комитетов, 5 посёлка и 1 волости.